# Autoput Bang Na
Autoput Bang Na (puno ime: Bang Na - Bang Fli - Bang Pakong autoput), zvanično Burafa Viti autoput (тај. ทางพิเศษบูรพาวิถี), je 55 km dug izdignuti autoput sa šest traka u Tajlandu. To je cesta sa naplatom putarine. Ona prolazi iznad rute Nacionalnog autoputa 34 (autoputa Bang Na–Trat) i u vlasništvu je Autoputne uprave Tajlanda. Most je bio dostignuće Sukaviča Rangsitpola, potpredsednika vlade u kabinetu Čuan Likpaja (1992-1995). Autoput Bang Na dizajnirao je pokojni Louis Berger.

## Istorija
Autoput Bang Na osmislila je Uprava za brze puteve i brzi tranzit Tajlanda. Struktura je izgrađena primenom metode dizajniranja i izgradnje. Stubove i nadstrukturu dizajnirao je Džin M. Miler (SAD), dok su poravnanje i temelje odradili Azijski inženjerski konsultanti (Tajland). Vlasnički inženjer je bila Luis Bergerova grupa (SAD), a projekat je izgradilo zajedničko preduzeće Bilfinger + Berger (Nemačka) i Č. Karnčang (Tajland). Za izgradnju mosta bilo je potrebno 1.800.000 kubnih metara betona. Most je završen u januaru 2000. godine.

## Rekordi
Jedan od najdužih automobilskih mostova na svetu, autoput Bang Na, imao je status najdužeg mosta na svetu od 2000 do 2008. U današnje vreme, on je sedmi po dužini most na svetu.

## Strukturni opis
Autoput je podignut na vijadukt koji ima prosečnu dužinu raspona od 42 metra. To je most s nosačkim kutijama razmaknutim 27 metara.
Na ovoj uzdignutoj konstrukciji nalaze se dve naplatne rampe, gde se konstrukcija morala proširiti da primi dvanaest traka. Sistem naplate se obavlja pomoću Kapsch TrafficCom AB (Švedska).

## Literatura
- Annual Report 2015; Expressway Authority of Thailand (PDF). Bangkok: Expressway Authority of Thailand (EXAT). 2015. Архивирано из оригинала (PDF) 19. 10. 2016. г. Приступљено 15. 10. 2016.
- Guinness World Record, Longest road bridge Архивирано 2012-01-03 на сајту , Guinness World Records. Last accessed June 2012.
- Carr, J. (2012). Major Companies of The Far East and Australasia 1990/91: Volume 1: South East Asia. Springer Netherlands. ISBN 978-94-009-0805-5. Приступљено 3. 7. 2020.
- „Royal Thai Government Gazette 104”. Royal Thai Government Gazette. 104 (74). 19. 4. 1987.
- „Appointment of Members of the National Legislation Assembly” (PDF). Royal Thai Government Gazette (на језику: тајски). 108 (53): 13. 25. 3. 1991. Архивирано из оригинала (pdf) 04. 03. 2016. г. Приступљено 3. 6. 2020.
- Tom Wingfield (2002).  Edmund Terence Gomez, ур. Democratization and economic crisis in Thailand. Political Business in East Asia. Routledge.
- Economist Intelligence Unit, ур. (1994). Country Report: Thailand, Myanmar (Burma).
- Dachakupt, Pimpan (1999). „The current innovation in curriculum development in Thailand” (pdf). International Journal of Curriculum Development and Practice. 1. Приступљено 18. 9. 2018.
- Rosalind C. Morris (1997).  Phillip Brian Harper, ур. Educating Desire: Thailand, Transnationalism, Transgression. Queer Transexions of Race, Nation, and Gender. Duke University Press.
- Peter A. Jackson (2002).  Russell H. K. Heng, ур. Offending Images: Gender Sexual Minorities, and State Control of the Media in Thailand. Media Fortunes, Changing Times: ASEAN States in Transition. Institute of Southeast Asian Studies.
- „Convention on Road Signs and Signals, Done at Vienna on 8 November 1968” (PDF). Архивирано из оригинала (PDF) 4. 3. 2016. г. Приступљено 13. 5. 2016.
- „Glossary of Statistical Terms”. OECD. 26. 2. 2004. Архивирано из оригинала 10. 8. 2011. г. Приступљено 3. 9. 2009.
- Shragge, John; Bagnato, Sharon (1984). From Footpaths to Freeways. Ontario Ministry of Transportation and Communications, Historical Committee. стр. 55. ISBN 978-0-7743-9388-1.
- Bassett, Edward M. (фебруар 1930). „The Freeway: A New Kind of Thoroughfare”. American City. 42: 95.
- Korr, Jeremy (2008). „Physical and Social Constructions of the Capital Beltway”.  Ур.: Mauch, Christof; Zeller, Thomas. The World Beyond the Windshield: Roads and Landscapes in the United States and Europe. Athens: Ohio University Press. стр. 195. ISBN 9780821417676.
- Karnes, Thomas L. (2009). Asphalt and Politics: A History of the American Highway System. Jefferson, NC: McFarland & Co. стр. 131. ISBN 9780786442829.
- Swift, Earl (2011). The Big Roads: The Untold Story of the Engineers, Visionaries, and Trailblazers Who Created the American Superhighways. Boston: Houghton Mifflin Harcourt. стр. 110. ISBN 9780547549132. Приступљено 27. 2. 2023.
- „Using the Highway”. Your Rights: The Liberty Guide to Human Rights. Liberty. 18. 8. 2008. Архивирано из оригинала 9. 2. 2013. г. Приступљено 31. 1. 2013.
- „Roadway Design Manual”. Texas Department of Transportation. март 2010. 6: Freeways. Архивирано из оригинала 14. 5. 2013. г. Приступљено 28. 3. 2013.
- „Woodruff Road Corridor Study” (PDF). 2013. Chapter 4*: Interchange Modifications. Архивирано из оригинала (PDF) 1. 6. 2013. г. Приступљено 28. 3. 2013.
- „13: Motorway Signs, Signals and Road Markings”. Road Signs. ukmotorists.com. Архивирано из оригинала 29. 5. 2012. г. Приступљено 24. 4. 2012.

## Spoljašnje veze
- Expressway Authority of Thailand (EXAT) Архивирано на веб-сајту  (27. септембар 2020)
- Ministry of Transport (Thailand) Архивирано на веб-сајту  (30. октобар 2020)

13° 39′ 40″ N 100° 39′ 50″ E / 13.66111° С; 100.66389° И